# Patnongon
Patnongon é um município de  terceira classe de renda municipal (d) na província Antique, nas Filipinas. De acordo com o censo de 1 de maio  de  2020 possui uma população de 38 329 pessoas e 9 785 domicílios.